# Herb ziemi czerskiej

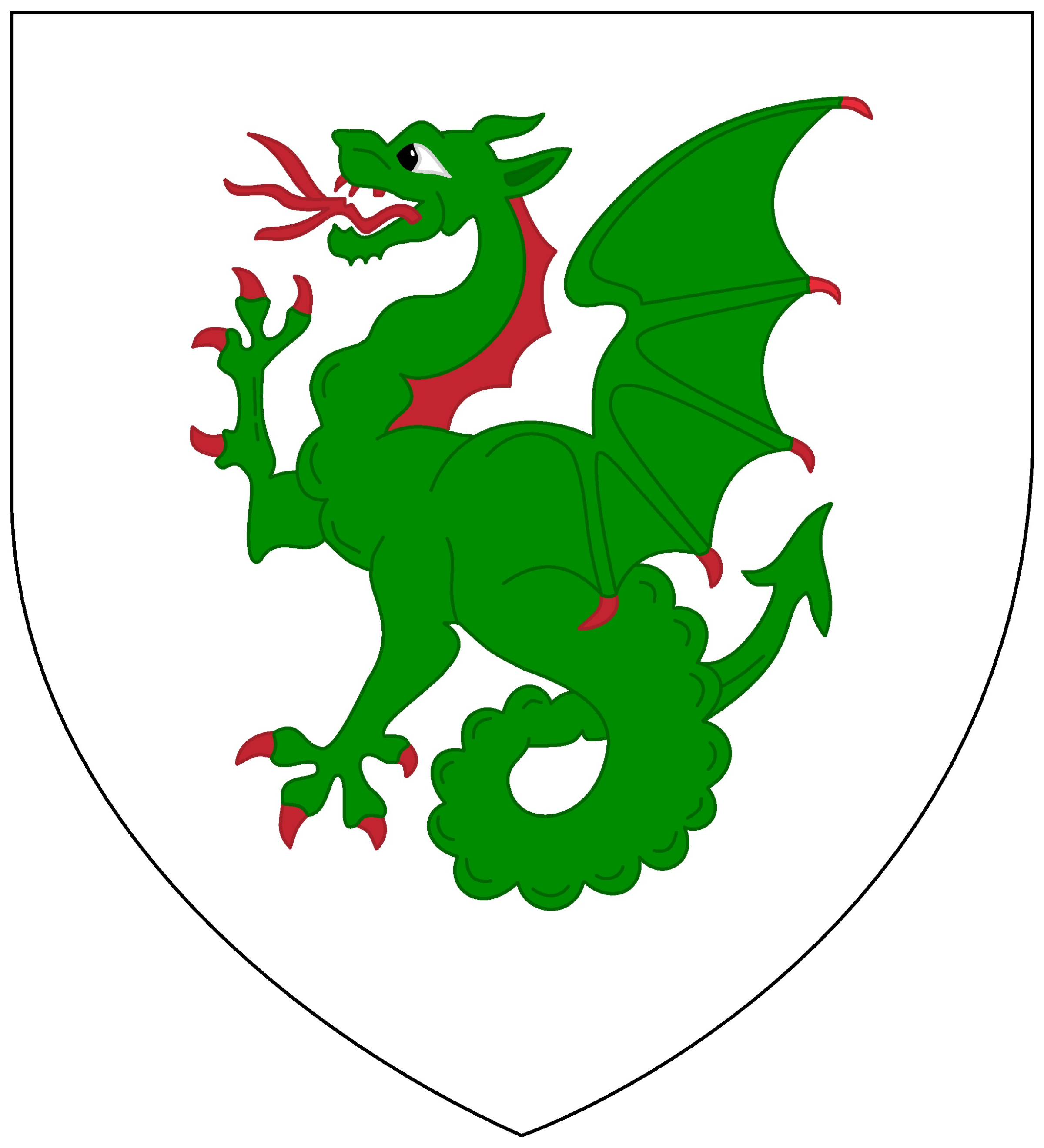
Żmij piastowski – godło księstwa czerskiego

Herb ziemi czerskiej (także żmij piastowski lub smok piastowski) – herb Piastów mazowieckich z linii czerskiej. Przedstawia w srebrnym polu skrzydlatego dwunożnego smoka (wiwernę, żmija) barwy zielonej z jęzorem i pazurami barwy czerwonej. Został przyjęty jako godło księstwa czerskiego.

## Historia
Mazowsze – najstarsze wyobrażenia smoka znane jest z pieczęci księcia Trojdena I czerskiego (po 1311). Potem wraz z orłem mazowieckim znalazł się w herbie księstwa czersko-mazowieckiego. Według Długosza książę mazowiecko-czerski Janusz I pod Grunwaldem prowadził do boju swą chorągiew pod znakiem orła i smoka. Herb używany był do czasu inkorporacji Mazowsza do Korony w 1526 roku.
Smoka Piastowskiego można odnaleźć w herbie miasta Nowy Żmigród, które w średniowieczu było miastem granicznym, leżącym na granicy Rusi Halicko-Wołyńskiej i Małopolski, znajdującym się na średniowiecznym szlaku handlowym z Sandomierza do Bardiowa i dalej na Węgry oraz na szlaku z Sącza przez Biecz i Sanok dalej na Ruś. Księciem halicko-wołyńskim w latach 1323–1340 był Bolesław Jerzy II, pierworodny syn Trojdena I.

## Legendy wokół herbu
Istnieją dwie koncepcje pochodzenia herbu:
- według pierwszej (podań ludowych) żmij, podobnie jak w legendach skandynawskich Lindworm, żył w lochach ciągnących się pomiędzy zamkiem czerskim a wsią Coniew i miał pilnować skarbów księcia Konrada Mazowieckiego[4]. W przypadku Żmigrodu lokalne podanie mówi o wielkiej żmii, a raczej żmiju, czy też innej wiwernie, która uwiła sobie gniazdo na drzewie rosnącym na wzgórzu zamkowym w Żmigrodzie Starym i której nie można było przepędzić[5]
- według drugiej (hipotezy naukowej) smok w polskiej heraldyce stanowi przejaw przejęcia legend arturiańskich[6], wiązano go także z osobą komesa mazowieckiego Magnusa, hipotetycznie utożsamianego z synem króla angielskiego Harolda II, osadzonego na tym stanowisku przez Bolesława Krzywoustego, co jednak budzi wątpliwości badaczy[7].

## Żmij czerski w heraldyce

Herb powiatu warszawskiego zachodniego
Herb powiatu grójeckiego
Herb powiatu ostrowskiego
Herb powiatu garwolińskiego
Herb powiatu otwockiego
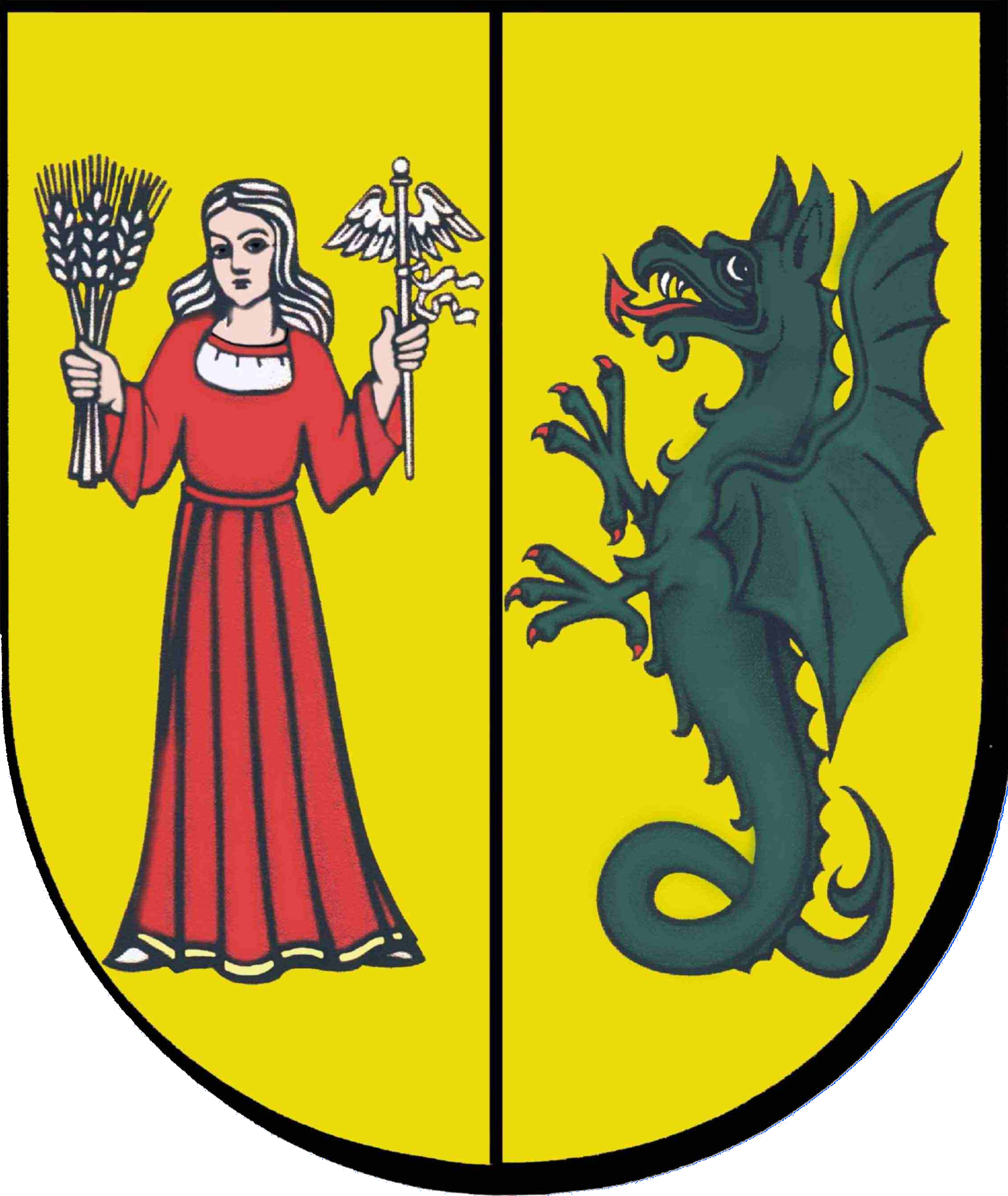
Herb Lesznowoli
Herb Piastów warszawsko-czerskich (od Janusza I Starszego)
Herb Nowego Żmigrodu
Herb powiatu pruszkowskiego